# Kommounalka
Pour l’article homonyme, voir Kommunalka (film).

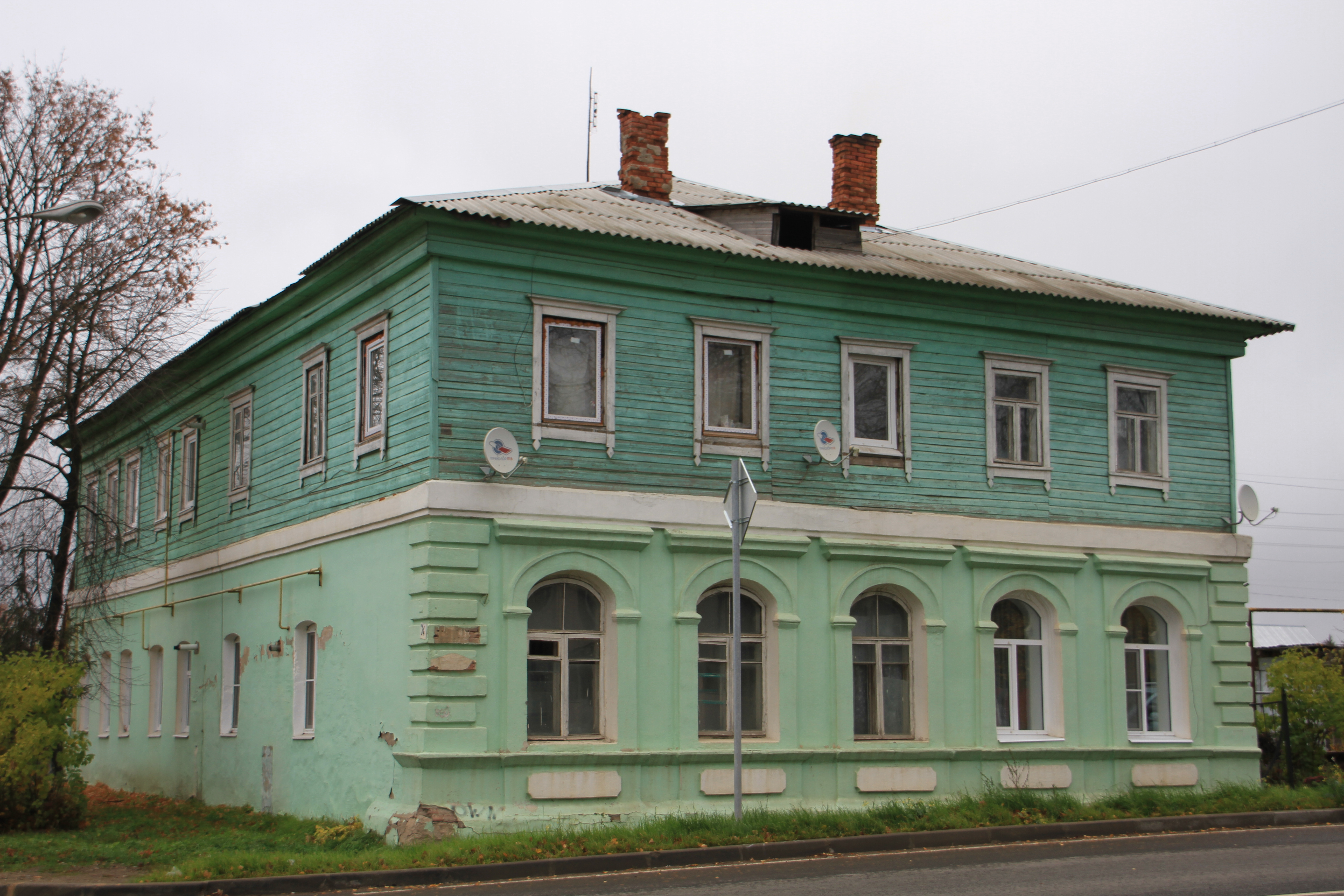
Manoir communautaire Salamatinyh, dans la ville de Medyn en Russie.

Une kommounalka ou appartement communautaire (russe : коммуналка, коммунальная квартира) est un appartement partagé en Union soviétique,,,.

## Historique
L'appartement communautaire existe en Russie de longue date,. En témoignent les romans russes du XIXe siècle : Les Pauvres Gens, La Logeuse...
L'urbanisation de la société russe a conduit le pouvoir bolchevik à réquisitionner les appartements des classes aisées pour les mettre à disposition des classes laborieuses.
Mais cette réquisition n'a pas suffi et a conduit le pouvoir à diviser les habitations existantes en lots plus petits pour les mettre à disposition de la main-d'œuvre citadine, car le gros de l'effort économique était consacré à l'industrie lourde.
Après la Grande Guerre patriotique (1941-1945), le gouvernement décide que les citoyens vont vivre ensemble et crée les appartements communautaires en réquisitionnant des appartements privés ou en réaménageant des appartements d'État dans lesquels les autorités locales entassent autant de foyers que l'appartement compte de chambres. Les habitants se partagent la cuisine et les sanitaires. En raison du très grand nombre de morts et de disparus pendant la guerre, une telle mesure ne s'imposait pas. Sous le régime soviétique, le logement était le plus souvent gratuit ou à loyer modéré. Après la dislocation de l'URSS, la majorité du parc immobilier a été privatisée dans un laps de temps très court. Le montant moyen des loyers fait qu'aujourd'hui encore les kommounalka n'ont pas disparu parce que beaucoup de Russes n'ont pas les moyens de les quitter ou de trouver mieux. Les appartements communautaires sont souvent délabrés et les installations d'électricité et de plomberie vétustes car les foyers veillent à payer uniquement leur propre consommation ce qui donne lieu à des dérivations et raccordements séparés mal faits, et personne ne veut ou ne peut investir dans la réfection des installations et des parties communes. Actuellement, rien qu'à Moscou et Saint-Pétersbourg, on estime que le nombre de personnes vivant en kommounalka se compte en centaines de milliers.

## Concept
Tout comme la colocation dans d'autres pays, les appartements communautaires constituent un des domaines de l’économie collaborative.
L'appartement comprend des pièces de vie partagées tels les toilettes, le couloir, la cuisine, la salle de bain et les pièces personnelles. Dans ces dernières, habituellement, le salon sert aussi de salle à manger, de salle de jeux, de bureau et de chambre des parents ! Une famille entière peut aussi n'occuper qu'une seule chambre dans un appartement collectif. Les enfants pour la plupart partagent leur chambre avec les frères et sœurs… ou même avec les grands-parents. Faute d'espace de rangement suffisant, le balcon est généralement utilisé comme un débarras avec toutes sortes de vieilles choses entassées.

## Cinéma
- La kommounalka fut parodiée dans un film américain de 1939, Ninotchka.
- Les protagonistes du film télévisé soviétique La Porte Pokrovski de Mikhaïl Kozakov (1982) vivent dans une kommounalka.
- Le long métrage documentaire de Françoise Huguier, Kommunalka (2008), relate la vie au sein de l'un de ces appartements.